# آتوسا (نام کوچک)
افراد زیر با نام‌های آتوسا، آطوسا یا آتش‌سا وجود دارند:

## ملکه‌های ایران
- آتوسا، دختر کوروش بزرگ و کاساندان، و ملکه همسر دو پادشاه هخامنشی کمبوجیه دوم و داریوش یکم، و مادر خشایارشا
- آتوسا دختر اردشیر دوم و استاتیرا و همسر اردشیر دوم همچنین همسر اردشیر سوم (اُخس) و مادر ارشک یازدهمین شاهنشاه هخامنشی[۲]

## سایر کاربردها
- آتوسا روبنستاین (زادهٔ ۱۹۷۲) روزنامه‌نگار و کارآفرین ایرانی-آمریکایی